# Martellidendron
Martellidendron es un género de plantas con flores con siete especies originarias de  las Seychelles y Madagascar, pertenece a la familia  Pandanaceae.

## Especies
- Martellidendron androcephalanthos (Martelli) Callm. & Chassot, Taxon 52: 756 (2003).
- Martellidendron cruciatum (Pic.Serm.) Callm. & Chassot, Taxon 52: 756 (2003).
- Martellidendron gallinarum (Callm.) Callm., Taxon 52: 756 (2003).
- Martellidendron hornei (Balf.f.) Callm. & Chassot, Taxon 52: 756 (2003).
- Martellidendron karaka (Martelli) Callm., Taxon 52: 756 (2003).
- Martellidendron kariangense (Huynh) Callm., Taxon 52: 756 (2003).
- Martellidendron masoalense (Laivao & Callm.) Callm. & Chassot, Taxon 52: 756 (2003).